# Hyperacrius wynnei
Hyperacrius wynnei — вид гризунів родини Cricetidae. Це ендемік Гімалаїв у Пакистані та Індії. Вид названий на честь його колекціонера, геолога Артура Бівора Вінна.